# Gruntovčani
Gruntovčani su hrvatska dramska serija koja se premijerno prikazala na Radioteleviziji Zagreb (RTV) od 21. rujna do 23. studenoga 1975.
Autora i redatelj serije je Krešo Golik, serija je snimljena prema scenariju Mladena Kerstnera.

## Sinopsis
Mikrokozmos ruralne sredine Podravine, Krešo Golik je snimio po Kerstnerovu scenariju. Mladen Kerstner je u taj scenarij uložio nekoliko godina života, bilježeći po seoskim birtijama dogodovštine različitih "likova" koji tvore okosnicu društvenog života u malim panonskim selima. Nezaboravni likovi Cinobera, Presvetlog, Martina birtaša ili Besnog i danas su dio pop-folklora i narodnog života u Podravini, ali isto tako i u Međimurju, pa i drugim županijama uz Dravu.
Deset epizoda prikazuje 10 priča u čijem je središtu lik Dudek (glumi ga Martin Sagner), sa svojim brigama koje proizlaze iz njegova habitusa naivčine, poštenjačine, malog seoskog čovjeka.

## Epizode

### Prva priča: Božja vola
Gruntovčani uvode gledatelje u svijet podravskog sela u kojem raslojavanje uvjetovano društveno-gospodarskim prilikama dovodi do brojnih egzistencijalnih problema njegovih stanovnika. Blagim humorom koji često prikriva gorčinu nižu se vjerodostojni likovi i situacije u kojima autor Mladen Kerstner na sebi svojstven način ponire u dušu podravskog čovjeka. Junak serije, Dudek, nema nikakvog stalnog zaposlenja. Tu i tamo ispomaže suseljanima, ali uvijek izvuče kraći kraj. Tako će mu se i sada dogoditi. On je naime u procijepu – pomaže Cinoberu kod popravka krova, ali istodobno se prihvaća dužnosti raketara u selu. Dakako da će kraj prve epizode proteći u snažnoj oluji s gradom koja će našem Dudeku izbiti posao raketarstva iz ruke

### Druga priča: Jelen
Dudek i njegova supruga Rega sumnjaju da im jeleni uništavaju plodinu. Komisija za procjenu štete obišla je njihovo imanje i nije povjerovala da je doista riječ o jelenima. Dudek je, međutim, u seoskoj krčmi saznao kako se love jeleni: iskopa se jama u zemlji, prekrije granjem i oponaša njihov zov. Tako zaista uspije uloviti jelena štetočinu, ali prave nevolje tek počinju. U igru se umiješaju, svatko sa svojom računicom, lovnik i direktor mjesnog kombinata. Oni će Dudekovog jelena lijepo izložiti nišanu puške direktora banke, koji će se tako udobrovojiti da odobri kredit mjesnom kombinatu. Međutim Dudek pušta jelena na svoju odgovornost ne marivši za posljedice.

### Treća priča: Babica su nakanili hmreti
U Gruntovcu se ukida školska nastava te škola ostaje prazna i neiskorištena. Javljaju se interesenti: mladi bi da se tu izgradi nogometno igralište, Cinober bi otvorio unosnu krčmu (u koju bi upregao Dudeka), dok Presvetli sanja o groblju koje Gruntovec nema već pokojnike pokapa u obližnjem Hrastovcu. Kao kruna pomame oko diobe i budućnosti školskoga prostora i imanja pročuje se da Babica, starica koja živi kod Katalenićevih, umire. Sada se Presvetli i Cinober, iako dosad zavađeni, udružuju i kuju novi plan u kojem je središnja osoba Babica. U ključnom trenutku Babica "oživi", to jest "predomisli se": sama priznaje da je bolje da nitko i nigdje ne umire. A time onda padaju u vodu i svi pokrenuti nečisti poslovi.

### Četvrta priča: Zlatna jajca
U četvrtoj epizodi vidjet ćemo što se sve događa kad Cinober pokušava Dudeka pretvoriti u naivnog slikara – ne zato što u njemu vidi talent, nego zbog toga što je nanjušio šansu za zgrtanje novca.

### Peta priča: Ovce idu
Sasvim slučajno Dudek zamijeti kako se njihovom selu i seoskim imanjima približavaju stada ovaca na ispaši. Dudek je dignuo uzbunu i uskoro je Gruntovec na nogama. Pristiže i policija jer se stvari zapetljavaju. Kolovođe su nečistih poslova oko pastira i njihovih stada i opet Presvetli i Cinober, a onaj koji će ostati kratkih rukava bit će, dakako, Dudek. Pa dok selo na kraju uživa u pečenoj janjetini, Dudeka i Regu zapale su samo kosti.

### Šesta priča: Ščukin berek
Tržište traži goleme količine trstike, a Gruntovec ionako leži pokraj dravskog šaša i trstike, pa nije čudo da će cijelo selo požuriti preko noći u tzv. trstičare. Cinober će nagovoriti Dudeka da mu proda dio posjeda na Dravi, što će Dudek i učiniti, jer su Katalenićevi u teškom materijalnom stanju. Ali za taj isti posjed zapet će i oko Presvetloga. On nudi Katalenićima dvostruko više nego Cinober. Ali ovi odbijaju, jer "reč je reč". Epizoda završava pravim ratom između Presvetlog i Katalenićevih, ali ono najgore tek dolazi – u sljedećoj epizodi.

### Sedma priča: Kompanjoni
Cinober je razmahao posao s trstikom, a Dudek mu uvelike pomaže, radeći za strojem za pletenje trstike. Iako škrto, nešto novca od Cinobera ipak pristiže i Dudek "raste", časti i sanjari. Ali do prave i potpune isplate nikad ne dolazi: Cinober lukavo oklijeva, Rega prijeti sudom. Jezičac na vagi sreće okrenuo se sad u korist Presvetloga koji je pošao u Baranju po trstiku. Dudek je i opet nasamaren i praznih džepova.

### Osma priča: Žufka čuča
Bijesan i ljubomoran na Presvetlog, Cinober uspijeva dobiti pismo adresirano na Presvetlog. Dakako, riječ je o poslovnom pismu iz kojeg Cinober sazna kako u selo upravo stiže poslovni partner za kupnju trstike, međutim, tog poslovnog partnera zamijene s nekim drugim, pa se stvar dodatno zakomplicira.

### Deveta priča: Na probi
Sreća će se vjerojatno ipak nasmiješiti našem Dudeku: polazi mu za rukom da se pojavi kao najozbiljniji kandidat za mjesto pomoćnog skladištara u spremištu mjesne željezničke postaje u Srednjacima. Svoj probni rok shvaća Dudek, na žalost, i previše savjesno. A kad posve zadovolji ispitnu probu i pretpostavljene, pojavit će se tzv. viša sila.

### Deseta priča: Ostajte ovdje
Katalenićevi su doznali kako se jedan njihov rođak obogatio u SR Njemačkoj. Rega čini sve da i Dudek pođe tamo k njemu, kad mu ovdje više nema mjesta pod suncem. Odjednom svi postaju ljubazni prema Dudeku, jer od njega očekuju protuusluge u Njemačkoj! Održava se i priredba mjesnih dramskih amatera pod simboličnim naslovom "Ostajte ovdje".

## Glumačka ekipa
- Martin Sagner kao Andrija "Draš" Katalenić – Dudek
- Smiljka Bencet kao Regica Katalenić
- Marija Aleksić kao Cila Grabarić
- Biserka Alibegović kao Franca Pišpekova
- Jagoda Antunac kao Fika Frkačeva
- Slavko Brankov kao Omladinac Ivo
- Rikard Brzeska kao Gaber Kuzma
- Vanja Drach kao Kuzminec
- Zvonimir Ferenčić kao Franc Ožbolt – Cinober
- Eugen Franjković kao Martin Škvorc
- Marija Geml kao Kata Ožbolt
- Adela Horvat kao Maga Helapova – Babica
- Vladimir Jagarić kao Nacek
- Nada Klašterka kao Mica Gaberova
- Vinko Leljak kao Kupec
- Tomislav Lipljin kao Ferči
- Vinko Lisjak kao Laci Bahmec lovnik
- Franjo Majetić kao Đuro Mikulec – Besni
- Drago Meštrović kao Matula Štuban
- Antun Nalis kao Inspektor
- Nikola Novosel – Miško kao Tuna Pišpek
- Vladimir Obleščuk kao Žmulko
- Vera Orlović kao Stara
- Hermina Pipinić kao Špranja
- Zoran Pokupec kao Brico Gašpar
- Mladen Šerment kao Imbra Grabarić – Presvetli
- Joža Šeb kao Šinter Čvarkeš
- Zvonimir Torjanac kao Lugar Pišta
- Ante Vican kao Dalmatinac
- Dragutin Vrbenski kao Blaž Bedenec
- Slavica Vučak kao Besna Klara
- Vjera Žagar Nardelli kao Greta Škvorc
- Miro Šegrt kao Milicionar komandir

## Također nastupaju
- Slavko Balog
- Marinko Dodig
- Josip Heinz
- Drago Nusshol
- Milan Remar
- Antun Tadić
- Andrija Turković
- Antun Vrbenski
- Slavica Vučak
- Mira Župan

## Zanimljivosti
Pet godina prije premijere Gruntovčana, emitirani su TV film Kolinje i miniserija Mejaši, koji su prvi upoznali gledateljstvo s likovima koji će kasnije postati slavni u Gruntovčanima. Ostale su upamćene naslovna i odjavna pjesma. Stihove je napisao Dubravko Ivančan, uglazbio Živan Cvitković, a otpjevale Ladarice. 
| Naslovni motiv: Pokraj vode Drave, ravna Podravina, zemla vodoplavna, nama domovina. Nju otava bujna i detela krasi, lati od kuruze i šenice klasi. | Odjavni motiv: Pokraj vode Drave, ravna Podravina, zemla vodoplavna, nama domovina. Podravina ravna s krovimi črleni, i žotimi plasti, najdraža si meni. |

Na pitanje koja je najdramatičnija scena, odlazak Dudeka u Njemačku ili ona s Ferčijem na ribičiji, Martin Sagner (Dudek) je rekao: "Posljedica užasa u kojem mi i dandanas živimo je odlazak Dudeka, a ona ribičija Ferčija i Dudeka osnovna je duhovna poruka u koju je mali čovjek stavljen tom političko-društvenom klimom. Najblaža riječ za to u čemu mi živimo je laž, a ono drugo neću reći jer je prostački".
Smiljka Bencet (Regica) pamti scenu kad je u vinogradu gnojem gađala Presvetlog, a pogodila Dudeka. Martin se nije mogao svladati, nasmijao se i to se vidi u epizodi. Epizoda je snimana na Martinje. Raznježi se pri spomenu na Babicu, koja je u 82. godini ušla u glumački ansambl i otprije bila impresionirana Dudekom i Regicom. Martin je svako malo uveseljavao ekipu. Babica nije bila kajkavka i teško joj je bilo govoriti u dijalektu, a Martin joj je volio izokrenuti tekst.

## Naslijeđe
Iako ju je od njezine premijere 1975. do 2011. tadašnja Radiotelevizija Zagreb, a poslije Hrvatska radiotelevizija, emitirala devet puta, ova igrana priča od deset epizoda sa svakim emitiranjem postizala je odličnu gledanost. Repriziranje iz 2011. (svaki ponedjeljak od 24. siječnja do 28. ožujka na HRT 1 u večernjem terminu) je zanimljivo jer je tada najgledanija bila prva turska sapunica na domaćim televizijama, popularna Tisuću i jedna noć. Za vrijeme toga repriziranja već u drugoj epizodi (31. siječnja) Gruntovčani su postali najgledaniji.
Svi književni leksikoni su dugo godina zaobilazili Mladena Kerstnera, autora kultnih Gruntovčana iako ga je publika odmah prepoznala i zavoljela. Razlog zašto je u književnim krugovima Kerstner bio marginaliziran, leži u činjenici što je većina njegovih dijela, osim televizijskih serijala, ostala nedostupna široj javnosti. Kao rođeni Ludbrežanin (knjižnica danas nosi njegovo ime), Kerstner je bio iznimno vezan uz Podravinu i kajkavsko narječje. Tu je ljubav prenio i u svoja djela. Kerstner je utrošio godine života obilazeći lokalne birtije i prema tim dogodovštinama oživio komične junake iz malog podravskog sela. Gruntovec je izmišljen i imenom simbolizira povezanost podravskog seljaka s gruntom, odnosno zemljom. Serija je snimana većinom u Sigetecu i Koprivničkom Ivancu.  U Sigetecu djeluje skupina koja oponaša likove iz serije i tako čuva nasljeđe serije.

Uspio je stvoriti svevremenske likove. Gruntovčani se mogu reprizirati još nebrojeno mnogo puta i uvijek će biti jednako rado gledani. A sa svakim novim repriziranjem zavole ih nove, mlađe generacije. No ispada da su glumcima te uloge ograničile karijere. Martin Sagner zauvijek je ostao Dudek i teško ga možemo zamisliti u ulozi kralja Leara.

Legendarni Dudek, glumac Martin Sagner, upitan je li mu žao što ga svi pomalo pamte po ulozi u Gruntovčanima, je rekao: "Nije mi žao, ona me navek raduje, ali me malo onemogućavala. Oni koji nisu dorasli da shvate posel glumca shvatili su mene kao Andriju Katalenića Dudeka, a ne kao glumca. Rijetki su i redatelji koji me se se nisu bojali kao inkarnacije Andrije Katalenića, ali, nemrem reči, koliko me Andrija Katalenić Draš donekle sprječavao toliko mi je i s druge strane pomogao jer je pokazao da sam glumac. Zato, nije mi žao kaj su me zvali Dudek. U gimnaziji sam bio Pinčo, sad sam Dudek i ako ljude to veseli, zakaj bi to mene smetalo? Osim toga, to je potvrda da ljudi vole ljude koji su dobri, pošteni, radini, a znaju da je Dudek i onaj koji je, kak se to veli, naivan". Smatra i kako je Dudek zapravo personifikacija mentaliteta koji je naučen na trpljenje. Volio bi, kaže Martin, biti zapamćen po tome da voli ljude, i da mu je najljepše i najdraže ako može pomoći.
Trideset i šest godina nakon premijernog prikazivanja Gruntovčana Smiljka Bencet, popularna Regica, odvažila se i prvi puta izgovorila: "Tek sada sam, s odmakom tolikih godina, ponosna na seriju. Sve je kvalitetno napravljeno i nemam čemu prigovoriti. Ne znaš je li bolji scenarij, režija, gluma, scenografija... Iako nisam sklona hvaljenju, usudim se reći da su “Gruntovčani” tako dobri da se više ne mogu ponoviti". Nitko te davne 1974., kad je serija snimljena, nije očekivao da će imati kultni status. Glumci nisu vjerovali da će se reprizirati. Bit će super, mislili su, ako se tek jednom prikaže. Zato su i potpisali ugovor da se odriču honorara za reprize, koji vrijedi i danas. To je kritizirao filmski kritičar Nenad Polimac.
Gruntovčani su nazvani kultnom serijom koju odlikuje scenaristička razrađenost i precizna režija. Ne smiju se zaboraviti ni vrhunska ostvarenja glumaca čiji su likovi postali dio svakodnevnice, kolokvijalni pojmovi. Antologijski Gruntovčani znani su i kao najbolje dramsko ostvarenje negdašnje Televizije Zagreb prema scenariju Mladena Kerstnera i u režiji Kreše Golika. Deseto repriziranje je emitirano od 6. do 21. kolovoza 2014. na Prvom programu Hrvatske televizije u večernjem terminu.
Predzadnje prikazivanje Gruntovčana počelo je 20. veljače 2020. na Trećem programu Hrvatske radiotelevizije u sklopu Antologije dramskog programa. Epizode su redom emitirane svakim danom u večernjim satima i reprizirane sljedeći dan u popodnevnim satima. Zadnje prikazivanje počelo je 28. prosinca 2020. također na Trećem programu Hrvatske radiotelevizije.

## Poveznice
- Fotografije iz serije Gruntovčani  Arhivirana inačica izvorne stranice od 10. kolovoza 2014. (Wayback Machine)
- Gruntovčani: Naslovni i odjavni glazbeni motiv (Živan Cvitković/Ladarice)